# نیاوران
نیاوران یکی از محله‌های شمال شرقی تهران و شمیران در دامنه‌های جنوبی رشته کوه البرز است. این محله، بخشی از منطقه ۱ شهرداری تهران و شهرستان شمیرانات، از شمال با ارتفاعات کلک‌چال، از غرب با تجریش، از شرق با دارآباد و از جنوب با فرمانیه، کامرانیه و دزاشیب هم‌مرز است. خیابان شهید باهنر (نیاوران سابق)، خیابان اصلی این منطقه است که از میدان شهید باهنر تا میدان قدس در تقاطع خیابان شریعتی امتداد دارد.

## نام
بر اساس یک ریشه‌شناسی عامیانه، منطقهٔ نیاوران در گذشته پر از نیزارهایی بوده است که مردم برای جمع‌آوری و استفاده از نی‌های موجود در آن به این منطقه می‌رفتند و همراه خود نی می‌آوردند؛ به همین خاطر این منطقه به «نی‌آوران» معروف می‌شود که به مرور زمان به «نیاوران» تغییر نام پیدا می‌کند.

## اماکن مهم
- کاخ نیاوران
- پارک نیاوران
- فرهنگسرای نیاوران
- تکیه نیاوران (از قدیمی‌ترین و مشهورترین تکیه‌های تهران)
- ساختمان اصلی پژوهشگاه دانش‌های بنیادی که در گذشته دفتر کار فرح پهلوی بوده است (در حاشیه میدان نیاوران)
- شهرداری منطقه یک تهران (در انتهای خیابان نیاوران)
- مرکز پژوهش‌های مجلس شورای اسلامی
- ورزشگاه شهدای نیاوران

## جغرافیای شهری
به خاطر شیب موجود در منطقه، ساختار معماری ویژه‌ای در نیاوران به چشم می‌خورد. این محله با ارتفاع ۱۷۰۰ متری از سطح دریا، آب و هوایی سردتر از دیگر نقاط تهران دارد.

## محلات
- صاحب‌قرانیه
- حصار بوعلی
- جمال آباد
- منظریه
- جماران
- جمشیدیه
- گل سنگ
- دزاشیب
- کاشانک
- گلاب‌دره
- بوکان
- آجودانیه
- نخجوان یکی از محله‌های شمیرانات واقع در منطقه یک تهران است که در شمال نیاوران قرار دارد، محله نخجوان از شرق به جماران، از جنوب به خیابان باهنر (نیاوران)، از غرب به امامزاده قاسم، ظهیرالدوله و خیابان دربند منتهی می‌شود و در شمالی‌ترین قسمت آن خیابان کوهسار در دامنه جنوبی رشته کوه البرز قرار دارد.

سفارت‌خانه‌ها:
- سفارت‌خانه اتریش